# Piz Settember
Piz Settember är en bergstopp i Schweiz.   Den ligger i regionen Viamala och kantonen Graubünden, i den östra delen av landet, 160 km öster om huvudstaden Bern. Toppen på Piz Settember är 2 728 meter över havet, eller 159 meter över den omgivande terrängen. Bredden vid basen är 0,84 km.
Terrängen runt Piz Settember är huvudsakligen bergig, men den allra närmaste omgivningen är kuperad. Trakten runt Piz Settember är nära nog obefolkad, med mindre än två invånare per kvadratkilometer.. Närmaste större samhälle är Thusis, 17,1 km norr om Piz Settember. 
Trakten runt Piz Settember består i huvudsak av gräsmarker.